# Évrange
Évrange é uma comuna francesa na região administrativa de Grande Leste, no departamento de Moselle. Estende-se por uma área de 2,25 km². Em 2010 a comuna tinha 238 habitantes (densidade: 105,8 hab./km²).